# Yusuf Nabi
Yusuf Nabi (tiếng Thổ Nhĩ Kỳ: Yusuf Nâbi, 1642 – 10 tháng 4 năm 1712) – là nhà thơ, nhà văn Thổ Nhĩ Kỳ.
Yusuf Nabi sinh ra trong một gia đình nghèo ở Şanlıurfa, Thổ Nhĩ Kỳ. Từ năm 1666 gia đình chuyển về Istanbul. Từ năm 1685 làm công chức và tham gia vào một số cuộc chinh phạt các nước. Ông sống ở thành phố Aleppo, Syria gần 25 năm và các tác phẩm của ông chủ yếu được sáng tác ở đây. Khi Baltacı Mehmed Paşa trở thành Đại tể tướng của Đế quốc Ottoman, ông trở về Istanbul và mất ở đây năm 1712.
Yusuf Nabi sáng tác bằng tiếng Ả Rập, tiếng Thổ Nhĩ Kỳ và tiếng Ba Tư. Ông là tác giả của rất nhiều bài thơ ghazal nổi tiếng cũng như các trường ca và văn xuôi.
Toàn bộ sáng tác thơ của ông được đưa vào tập Divan, in năm 1841 và toàn bộ văn xuôi được in năm 1849.
Tác phẩm thơ Hayriye thể hiện rõ nhất quan điểm về đạo đức và triết học của ông, dựa trên cơ sở của Giáo điều Islam, phê phán tệ ăn không ngồi rồi và thói giả nhân giả nghĩa của tầng lớp thống trị. Tác phẩm Fethname-i Kamenicę bằng văn xuôi mô tả trận đánh của quân đội Đế quốc Ottoman đánh chiếm thành phố Kamianets-Podilskyi (nay là Ukraine).

## Tác phẩm chính
- Nâbî'nin Sûr-nâme’si
- Fethname-i Kamenicę
- Hayriye